# Jessica Marks
Jessica Marks ist eine deutsche Pokerspielerin. Sie gewann 2023 ein Bracelet bei der Ladies Championship der World Series of Poker Online.

## Persönliches
Marks stammt aus Münster und ist wohnhaft in Deutschland.

## Pokerkarriere
Marks begann um 2010 mit dem Spiel, nachdem sie Pokersendungen im DSF gesehen und anschließend einen Account beim Onlinepokerraum PokerStars eröffnet hatte. Im Jahr 2018 fing sie auch mit dem Spielen von Livepoker an. Die Deutsche intensivierte und professionalisierte ihr Spiel und besuchte regelmäßig das Concord Card Casino in Kufstein. Ihre erste Geldplatzierung bei einem Live-Pokerturnier erzielte Marks Ende August 2019 im King’s Resort in Rozvadov bei einem Event der Variante No Limit Hold’em. Im Grand Casino Aš erreichte sie im November 2021 zwei Finaltische und sicherte sich Preisgelder von über 2000 Euro. Bei der World Series of Poker Europe in Rozvadov erzielte die Deutsche Ende Oktober 2022 eine Geldplatzierung beim Auftaktturnier. Ende Juni 2023 war sie erstmals bei der World Series of Poker im Horseshoe Las Vegas und Paris Las Vegas in Paradise am Las Vegas Strip erfolgreich und kam bei der Ladies Championship in die Geldränge. Rund zwei Monate später gewann Marks dasselbe Turnier bei der World Series of Poker Online auf der Plattform GGPoker. Sie setzte sich unter ihrem Nickname butfirstwine gegen 166 andere Spielerinnen durch und wurde mit einem Bracelet sowie mehr als 16.000 US-Dollar prämiert.
Insgesamt hat sich Marks mit Poker bei Live-Turnieren mehr als 10.000 US-Dollar erspielt.